# Аю (желе)
Аю (кит. трад.: 愛玉冰; піньїнь: àiyùbīng), відомий в діалекті хоккієнській мові як ogio (кит. трад.: 薁蕘; певедзі: ò-giô),  і як льодяне желе в Сінгапурі (кит. трад.: 薁蕘; певедзі: ò-giô), це желе, виготовлене з гелю з насіння Ficus pumila var. awkeotsang, що зустрічається на Тайвані та в країнах Східної Азії з тим самим кліматом і широтою.  Желе зазвичай не виготовляють і не можна знайти за межами Тайваню, Малайзії та Сінгапуру, хоча його можна купити свіжим у спеціалізованих магазинах Японії та консервоване в китайських кварталах. Його використовують у тайванській кухні. 
У кантонській мові він також відомий як тау лонг (文頭郎). Зазвичай його подають з скибочкою лайма.

## Походження

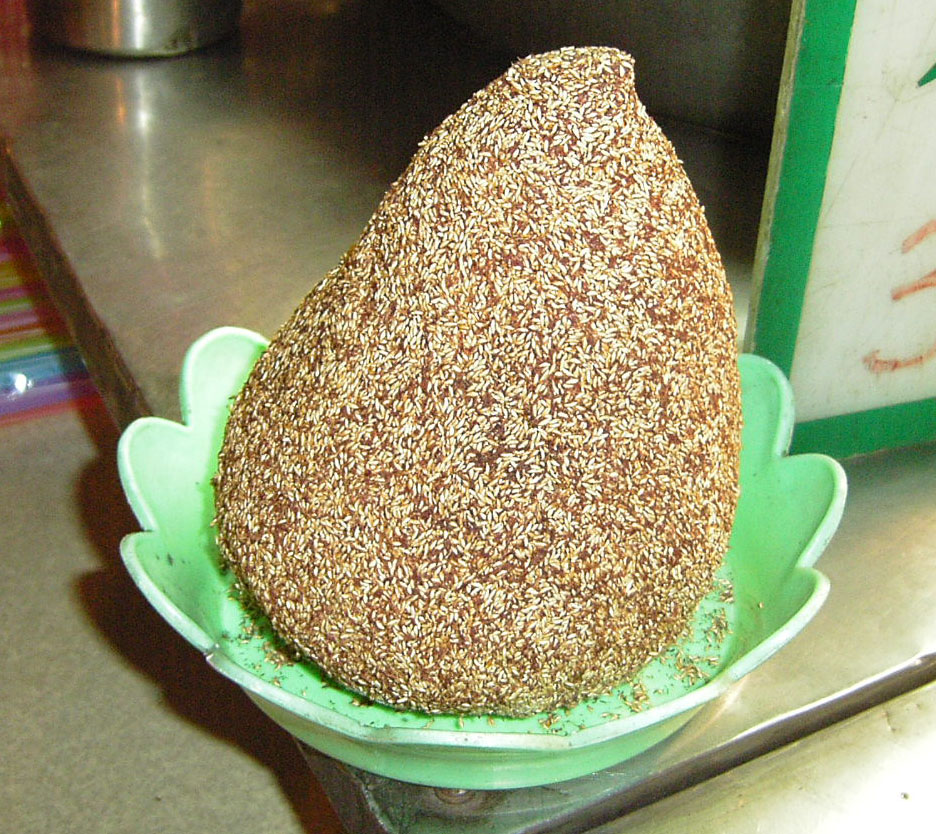
Висушені навиворіт плоди F. pumila var awkeotsang, готові до використання

Згідно з легендами, рослина та желе були названі на честь дочки тайванського чайного бізнесмена 1800-х років. Гелеутворюючу властивість насіння виявив бізнесмен, коли він пив із струмка в Цзяї. Він знайшов у воді, яку пив, прозоре жовтувате желе, і, спробувавши його, відновив сили. Дивлячись над струмком, він помітив плоди на звисаючих лозах. Плоди містили насіння, які при терті виділяли липкий гель.
Після цього відкриття він зібрав кілька фруктів і подав їх вдома з медовим лимонним соком або солодкими напоями. Бізнесмен доручив продавати його своїй прекрасній 15-річній доньці Аю. Закуска була дуже добре прийнята і стала дуже популярною. Тож з часом бізнесмен назвав желе та лози на честь доньки. 
Однак австронезійська назва igos походить від іспанського higo , натякає на можливе австронезійське походження цієї їжі.

## Збирання врожаю
Плоди Ficus pumila var. awkeotsang нагадують великі плоди інжиру розміром з невеликі манго. Інжир виростає з квітів, запилених Wiebesia pumilae.  і збирають з вересня по січень безпосередньо перед дозріванням плодів до темно-фіолетового кольору. Потім плоди розрізають навпіл і вивертають навиворіт, щоб висушити протягом кількох днів. Сухі фрукти можна продавати як є, або сушені насіння аю (кит. трад.: 愛玉子; піньїнь: aiyu zi) потім можна зняти шкіру та продати окремо. 

## Приготування желе

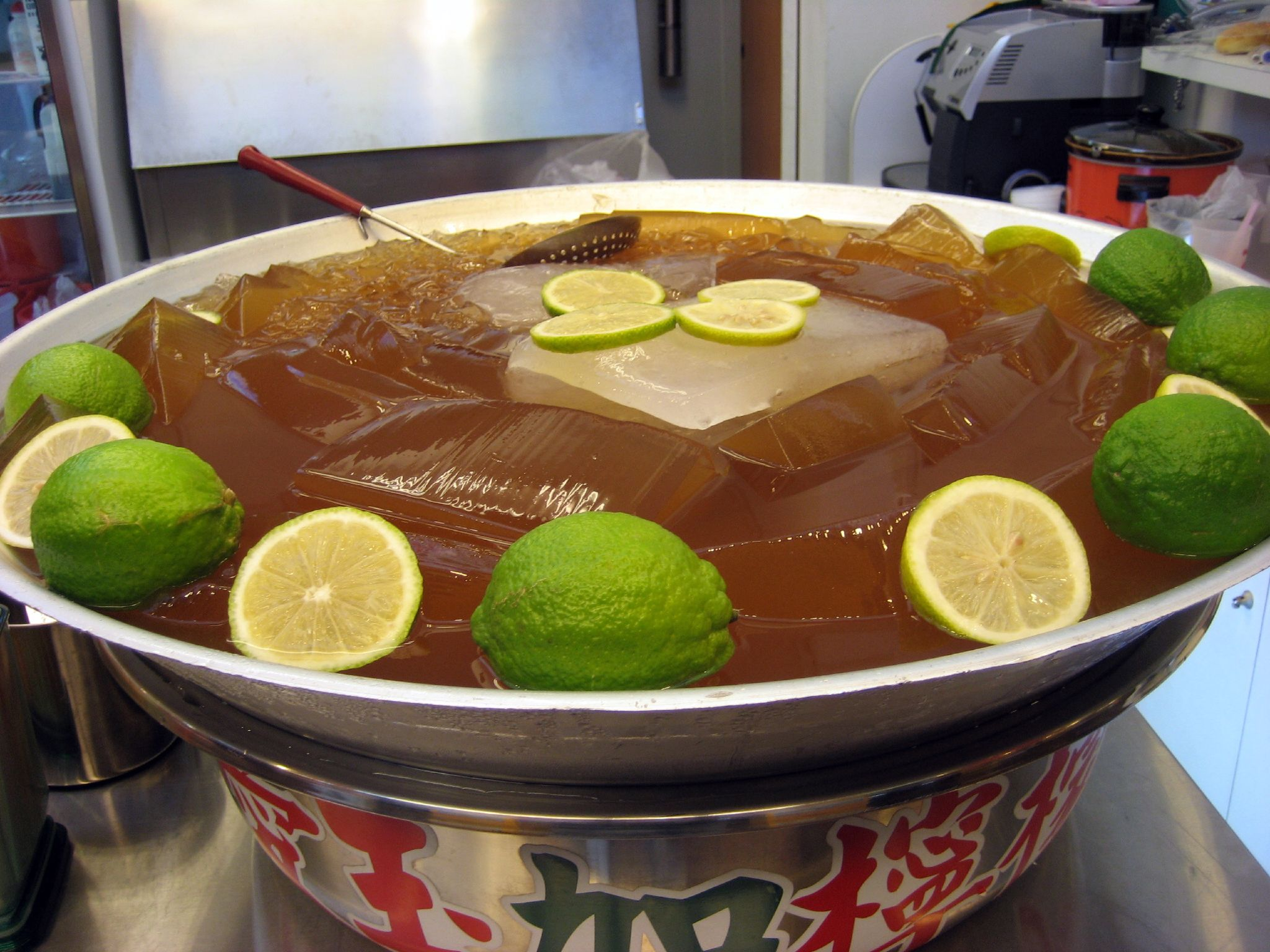
Желе аю з льодом і половинками лайма

Насіння аю поміщають у мішечок з бавовняної тканини, мішечок разом із вмістом занурюють у холодну воду та протирають. Китайською мовою це називається «миття аю» (洗愛玉). Після кількох хвилин тертя та миття гель жовтуватого кольору чаю більше не виділяється, а вміст пакетика викидається. Потім промитому гелю дають застигнути в желе в прохолодному місці або в холодильнику. Готуючи желе з аю, слід пам’ятати про деякі речі, інакше гель може не застигнути:
1. У ємності або воді не повинно бути жиру,
2. Цукор не можна додавати в аю до схоплювання гелю,
3. Не можна використовувати дистильовану воду, оскільки гелеутворення залежить від наявності у воді мінералів,
4. Під час промивання насіння не можна терти сильно, щоб не порушити оболонку.

Вода буде повільно просочуватися з желе через деякий час після того, як воно застигне, і воно знову перетвориться на рідину протягом кількох днів. 
Желе зазвичай подається з медом і лимонним соком, але також може бути додано до інших солодких напоїв або тертого льоду та особливо популярно як прохолодний напій спекотним літом.

## Хімія
Гелеутворювачем у насінні аю є пектин. Пектини розташовані в прозорому шарі на поверхні насіння, а не всередині насіння, тому їх витягують шляхом миття та тертя, а не подрібнення в порошок.  Було виявлено, що основним компонентом водного екстракту є LMP (low methoxy pectin), на відміну від високометоксинових пектинів, поширених у комерційно використовуваних джерелах, таких як яблука чи шкірка цитрусових.  LMP утворює гель у присутності двовалентних іонів , які містяться у достатній кількості у воді (недистильованій), таким чином викликаючи утворення желе. 